# Marek Tekiela
Marek Tekiela (ur. 20 maja 1964 w Wodzisławiu Śląskim) – polski piłkarz, grający na pozycji obrońcy. Znany głównie z występów w GKS Jastrzębie.